# 古島清孝
古島 清孝（ふるしま きよたか、1979年4月19日 - ）は、日本の男性声優。栃木県出身。東京俳優生活協同組合所属。

## 来歴
勝田声優学院第17期生、俳協ボイスアクターズスタジオ第19期生を経て、東京俳優生活協同組合所属。

## 人物・特色
声種はハイバリトン。
役柄としては、少年役、青年役を演じることが多い。
『ポケットモンスター』シリーズ、『イナズマイレブン』シリーズ、『たまごっち』など、三間雅文が音響監督を務める作品に出演することが多い。また、ひとつの作品に多数の役で出演することが多く、『ポケットモンスター』シリーズではほかの声優と同じく、多数の脇役やポケモンの鳴き声を担当している。『イナズマイレブン』シリーズでも多数のキャラクターを演じており、公式試合本戦以外の試合実況を担当している。
2011年3月11日に起きた東日本大震災で被災した子供たちを励ますために設立された特撮ヒーロー出演・関係者による応援Twitterに、『炎神戦隊ゴーオンジャー』のジェットラスとして参加した。
特技は書道、イラスト。絵は『アニメびぃ〜と』第3回（2011年10月28日分）で視聴者の要望もあり披露している。
『天空のエスカフローネ』の大ファンであり、『アニメびぃ〜と』第7回（2011年11月25日分）で特集された際には、私物のCDとゲームを持参したほどである。

### 交友関係
『イナズマイレブン』での共演者とはプライベートでも交流があり、このことは小平有希や日野未歩の個人ブログ、またはTwitterにおいて度々記事にされている。

## 出演
太字はメインキャラクター。

### テレビアニメ
2002年
- あずまんが大王（男子生徒）
- キディ・グレイド（係員）

2003年
- カレイドスター（動物キャスト）
- OVERMANキングゲイナー
- フルメタル・パニック?ふもっふ（生物部長、デ・ダナンのクルーB）
- マーメイドメロディー ぴちぴちピッチ（2003年 - 2004年、ウェイター、浜崎雅宏） - 2シリーズ

2004年
- SDガンダムフォース（パトロールボール、ザコソルジャー）
- かいけつゾロリ（柔道部員、客、宇宙人、生徒、バット鬼 他）
- 北へ。〜Diamond Dust Drops〜（不良）
- クレヨンしんちゃん（不良B）
- ソニックX（ケン・モーリー）
- ポケットモンスター アドバンスジェネレーション（2004年 - 2006年、バール、ヒヨシ）
- マリア様がみてる（店員）

2005年
- IGPX（ジャン・マイケル）
- 頭文字D Fourth Stage（ギャラリー）
- 創聖のアクエリオン（2軍）
- Paradise Kiss（塾生の男、担任）
- ふしぎ星の☆ふたご姫（スタン）
- BLACK CAT（兵士）
- BLEACH（トップ）
- 舞-乙HiME（衛士）
- まじめにふまじめ かいけつゾロリ（2005年 - 2007年、隊員、男、町民 他）
- LOVELESS（生徒、運転手、男、男生徒）

2006年
- いぬかみっ!（男）
- 銀魂（手下）
- 金色のコルダ〜primo passo〜（杉野藤一郎、火原の友人）
- ザ・サード 〜蒼い瞳の少女〜（評議会委員）
- 獣王星（ケビン）
- 009-1（運転手）
- 天保異聞 妖奇士（番人）
- NANA（警備員、店員、ライブハウス店員、駅員）
- ふしぎ星の☆ふたご姫 Gyu!（パティ）
- BLEACH（バウントA）
- ポケットモンスター ダイヤモンド&パール（2006年 - 2011年、シンジ、サトシのムックル→ムクバード、ヒカリ→サトシのブイゼル、ムサシのメガヤンマ、ヒカリのヒノアラシ→マグマラシ 他） - 1シリーズ + 特別編
- 無敵看板娘（風月先生、客、レッドスター、鈴木、会社員1 他）
- よみがえる空 -RESCUE WINGS-（百井智明）

2007年
- Venus Versus Virus（草薙与識）
- エル・カザド（殺し屋）
- おおきく振りかぶって（松岡、加具山直人 他）
- 機動戦士ガンダム00（操舵士）
- ご愁傷さま二ノ宮くん（隊員2、男子生徒2）
- さぁイコー! たまごっち（ござるっち、むしくいっち、家来）
- のだめカンタービレ（玉木圭司）
- 爆丸バトルブローラーズ（ビリー、ロック）
- ポケモン不思議のダンジョン 時の探検隊・闇の探検隊（カクレオン）
- もっけ（柿本）
- REIDEEN（武田光彦）
- 湾岸ミッドナイト（マー、客）

2008年
- アリソンとリリア（軍曹）
- イナズマイレブン（2008年 - 2011年、角馬圭太、武方勝、影田巡、バーン / 南雲晴矢、ラガルート・カルロス）
- 鉄のラインバレル（シャングリラクルー）
- 屍姫 シリーズ（2008年 - 2009年、白江鈴千、輝琉シカバネ、監査官） - 2シリーズ
- To LOVEる -とらぶる-（24時間TVアナウンサー、事務所員）
- ネオ アンジェリーク Abyss -Second Age-（ヤーノシュ）
- PERSONA -trinity soul-
- 流星のロックマン トライブ（カメラマン）

2009年
- 黒神 The Animation（生徒）
- たまごっち!（2009年 - 2014年、ござるっち、まめはかせっち、グリルっち先生、カリカリっち、ゆきおっち、ぱぱきざっち 他） - 4シリーズ
- 鋼の錬金術師 FULLMETAL ALCHEMIST（作業員、ブリッグズ兵A、リアム、イシュヴァール人、市民）
- ポケモン不思議のダンジョン 空の探検隊 時と闇をめぐる最後の冒険（ヤミラミ）

2010年
- アイアンマン（訓練生1、オペレーター）
- kiss×sis（戸田）
- ひめチェン!おとぎちっくアイドル リルぷりっ（一寸法師）
- ポケットモンスター ベストウイッシュ（2010年 - 2013年、シューティーのジャノビー→ジャローダ、ムサシのコロモリ、アイリスのドリュウズ〈初代〉、ケニヤンのダゲキ、クダリ、ヒカリのマグマラシ、オーキド博士のロトム、アイリスのフカマル 他） - 2シリーズ
- ポケモンレンジャー 光の軌跡（ナッパーズ）
- メタルファイト ベイブレード 爆（リティック）
- RAINBOW-二舎六房の七人-（井端、野本和夫、看守、警官、刑事、聴衆）

2011年
- イナズマイレブンGO（2011年 - 2013年、虻山保、角馬歩、側近、木下藤吉郎、逸見久仁彦） - 3シリーズ
- ダンボール戦機（2011年 - 2012年、神谷コウスケ） - 2シリーズ
- NO.6（ロイ）

2012年
- エリアの騎士（三上伸二、瓜生丈二）
- 機動戦士ガンダムAGE（ジラード・フォーネル）
- 黒子のバスケ（津川智紀）
- 謎の彼女X（担任の先生、西田）

2013年
- 青山ワンセグ開発　もいもいのMoiとMoiMoi〜かわいいフィンランド〜（ポロじいさん）
- 探検ドリランド（ジェイリー）
- ちはやふる2（ディレクター、林尽）
- ポケットモンスター XY（2013年 - 2015年、オーキド博士のロトム、シトロンのエレザード、サンペイのゲコガシラ→ゲッコウガ、コルニのルカリオ、サトシのファイアロー、アランのヒトカゲ、パキラのヘルガー 他） - 2シリーズ + 特別編

2014年
- 鉱国のプリンセス ディアンシー（ナイト）
- ハイキュー!!（芳賀）
- 妖怪ウォッチ（2014年 - 2023年、認MEN・C、認MEN、オペレーター、フジワラくん、黒いオロチ） - 2シリーズ

2015年
- ガンダムビルドファイターズトライ（アイバ・タイキ）

2016年
- 僕のヒーローアカデミア（2016年 - 2024年、瀬呂範太、ハンソーロボ、マスタード、鎌切尖、キドウ 他） - 7シリーズ

2017年
- CHAOS;CHILD（小4男子A）

2018年
- 新幹線変形ロボ シンカリオン（2018年 - 2021年、本庄アカギ） - 2シリーズ
- イナズマイレブン アレスの天秤 / オリオンの刻印（2018年 - 2019年、武方勝、白兎屋甘兵衛、南雲晴矢） - 2シリーズ
- ポケットモンスター サン&ムーン（2018年 - 2019年、岩石ハンター、リュウキ）
- からくりサーカス（オートマータA〈マイケル〉）

2020年
- ポケットモンスター（2020年 - 2023年、カラバリ、メグロコ、コルニのルカリオ、アベル、実況、シンジ、ブイゼル、クダリ、ファイアロー、メガヤンマ） - 2シリーズ
- もっと!まじめにふまじめ かいけつゾロリ（2020年 - 2021年、ゴンザレス、ボブ、ポロン） - 2シリーズ

2023年
- MFゴースト（2023年 - 2024年、上原） - 2シリーズ

2025年
- ヴィジランテ-僕のヒーローアカデミア ILLEGALS-（玉川三茶）

### 劇場アニメ
2006年
- まじめにふまじめ かいけつゾロリ なぞのお宝大さくせん（発明家）

2007年
- ねずみ物語 〜ジョージとジェラルドの冒険〜（ねずみ達）
- えいがでとーじょー! たまごっち ドキドキ! うちゅーのまいごっち!?（ござるっち、まめはかせっち）
- 劇場版ポケットモンスター ダイヤモンド&パール ディアルガVSパルキアVSダークライ（ムクバード）

2008年
- 映画! たまごっち うちゅーいちハッピーな物語!?（まめはかせっち）
- 劇場版ポケットモンスター ダイヤモンド&パール ギラティナと氷空の花束 シェイミ（ブイゼル）

2009年
- 劇場版ポケットモンスター ダイヤモンド&パール アルセウス 超克の時空へ（ブイゼル）

2010年
- 劇場版イナズマイレブン 最強軍団オーガ襲来（角馬圭太、サンダユウ・ミシマ）
- 劇場版 機動戦士ガンダム00 -A wakening of the Trailblazer-
- 劇場版ポケットモンスター ダイヤモンド&パール 幻影の覇者 ゾロアーク（スイクン）

2011年
- 劇場版イナズマイレブンGO 究極の絆 グリフォン（林音真琴、火北幸四郎）
- 鋼の錬金術師 嘆きの丘の聖なる星（ペドロ）
- 劇場版ポケットモンスター ベストウイッシュ ビクティニと黒き英雄 ゼクロム・白き英雄 レシラム（マヌーク）

2013年
- ピカチュウとイーブイ☆フレンズ（シャワーズ）
- 劇場版ポケットモンスター ベストウイッシュ 神速のゲノセクト ミュウツー覚醒（炎ゲノセクト）

2014年
- イナズマイレブン 超次元ドリームマッチ（角馬歩）
- ピカチュウ、これなんのカギ?（チゴラス）

2015年
- ピカチュウとポケモンおんがくたい（ウソッキー）
- ポケモン・ザ・ムービーXY 光輪の超魔神 フーパ（レジギガス）

2016年
- ポケモン・ザ・ムービーXY&Z ボルケニオンと機巧のマギアナ（ファイアロー）

2017年
- たまごっち ひみつのおとどけ大作戦!（ごっち大王）
- 劇場版ポケットモンスター キミにきめた!（ルカリオ）

2018年
- 僕のヒーローアカデミア THE MOVIEシリーズ（2018年 - 2021年、瀬呂範太） - 2作品
- 劇場版ポケットモンスター みんなの物語（ニューラ）

2019年
- ミュウツーの逆襲 EVOLUTION（研究員A）
- 劇場版 新幹線変形ロボ シンカリオン 未来からきた神速のALFA-X（本庄アカギ）

2024年
- 劇場版 イナズマイレブン 新たなる英雄たちの序章（角馬圭太）

### OVA
2003年
- 新世紀エヴァンゲリオン（リニューアル版）

2005年
- いちご100% -夜霧の嵐泉祭編-（会員4号）

2005年
- GUNDAM EVOLVE（2005年、地上兵、雑兵 下塁愚々） - 2作品

2006年
- CLUSTER EDGE Secret Episode（アナウンサー）
- 舞-乙HiME Zwei（スレイブロード）

2008年
- ポケットモンスター シリーズ（2008年 - 2011年、ブイゼル、コロモリ） - 5作品

2009年
- To LOVEる -とらぶる- OVA（男性、犬）
- 鋼の錬金術師 FULLMETAL ALCHEMIST DVD 第5巻 映像特典『シンプルな人々』（憲兵）

2010年
- kiss×sis（男子生徒、戸田）

2013年
- アイアンマン：ライズ・オブ・テクノヴォア

2015年
- おでまし小魔神フーパ（ビット）

2018年
- イナズマイレブン Reloaded（武方勝）

### Webアニメ
- ポケモン不思議のダンジョン 出動ポケモン救助隊ガンバルズ!（2007年、カクレオン）
- ポケットモンスター ブラック2・ホワイト2 紹介SPムービー（2012年、ポケモン）
- ポケモン不思議のダンジョン マグナゲートと∞迷宮 紹介SPムービー（2012年、ノコッチ）
- ポケットモンスター オメガルビー・アルファサファイア メガスペシャルアニメーション（2014年、ポケモン）
- FLAG（2006年、弟・たかし）
- イナズマイレブン アウターコード（2016年、氷上烈斗、白兎屋甘兵衛、南雲晴矢）
- 薄明の翼（2020年、テレビ実況、アーマーガア、リザードン、ワンリキー、カメラマン、ゴース、ゴースト、ゲンガー）
- ぽかぽかマグマッグハウス（2021年、マグマッグ[18]）
- 雪ほどきし二藍（2022年、村人）

### ゲーム
2003年
- FINAL FANTASY X-2（ウノー）

2005年
- 喧嘩番長（山本ヒロシ、芝原勲）
- 星の降る刻（金森匡）

2006年
- 幻想水滸伝V（ガヴァヤ、ドルフ）

2007年
- 喧嘩番長2 フルスロットル（山本ヒロシ、塚田安富）

2008年
- 幻想水滸伝ティアクライス（コノン、コウ・ロー）
- マクロスエースフロンティア（ヤマシロ・イツキ）

2009年
- イナズマイレブン シリーズ（2009年 - 2010年、玄界波人、武方勝） - 2作品
- 新宿の狼（山城博文）
- ポケパークWii 〜ピカチュウの大冒険〜
- マクロスアルティメットフロンティア（ヤマシロ・イツキ）

2010年
- カードでちゃくしん!たまごっち!（ござるっち、ごっち大王、初代ごっち大王、こがしらっち、ねくたいっち）
- ロード オブ アルカナ（バトルボイス）

2011年
- イナズマイレブン ストライカーズ（2011年 - 2012年、角馬圭太、バーン / 南雲晴矢、ラガルート・カルロス、サンダユウ・ミシマ、林音真琴） - 3作品
- イナズマイレブンGO シリーズ（2011年 - 2012年、角馬歩、火北幸四郎、水森竜也、木下藤吉郎） - 2作品
- たまごっちコレクション（ござるっち）
- ダンボール戦機（神谷コウスケ）
- ポケパーク2 〜Beyond the World〜
- マクロストライアングルフロンティア（ヤマシロ・イツキ）

2014年
- 妖怪ウォッチ2 元祖/本家/真打（認MEN・C）

2015年
- ザクセスヘブン（大空ショウ）
- ファイアーエムブレムif（キサラギ）
- ファイナルファンタジーXIV（シャリベル・クールシヤン、ポールクラン・ド・ファヌイイェ）
- 妖怪ウォッチバスターズ 赤猫団/白犬隊（認MEN・C）

2016年
- 僕のヒーローアカデミア バトル・フォー・オール（瀬呂範太）
- 名探偵ピカチュウ 〜新コンビ誕生〜

2017年
- 妖怪ウォッチバスターズ2 秘宝伝説バンバラヤー ソード/マグナム（認MEN・C、あきらMEN・C）

2018年
- 名探偵ピカチュウ

2019年
- ポケモンマスターズ
- 妖怪ウォッチ4++（認MEN・C）

2022年
- ファイアーエムブレム ヒーローズ（キサラギ）

2023年
- 僕のヒーローアカデミア ULTRA IMPACT（瀬呂範太）
- STAR OCEAN THE SECOND STORY R

### ドラマCD
- Dクラッカーズ（2003年、物部景）
- アニメ店長VS店長候補生 バージョンA 兄沢、愛の暴走!編（2004年、C店長）
- LOVELESS（2005年、男子生徒B、店のお兄さん、教師）
- 獣王星 ドラマCD『DEATH GAME』（2007年、ケビン）
- 会長はメイド様!（2008年、男子生徒）
- 隠の王 ドラマCD『夏休み、別荘地盗難事件編』（2008年、店長）
- 10-4（2010年、須藤航平）
- 黒子のバスケ DRAMA THEATER 2nd GAMES それがボクたちのバスケです（2012年、アナウンス）

### BLCD
- コルセーア シリーズ（2004年、ハロルド）
- 恋愛契約 ロマンティックな恋愛契約（2004年、本城隆）
- 是 -ZE-（2005年、少年時代の彰伊）
- 封殺鬼V 〜紺青の怨鬼〜（2005年、青年期の安倍晴明）
- 眠らぬ夜のギムレット（2005年、社員）
- VIPシリーズ（2006年、幸村聡）
- 可愛いひと。8（2007年、水島）
- ご主人様はヤバい奴 2（2007年、横田先生）
- 砂漠の花婿は金融王（2008年、南野透）
- 遥山の恋（2009年、金森長光）
- 下がってお待ち下さい（2010年、ヒジリ）

### 吹き替え
- CSI:科学捜査班 シーズン4 #10、シーズン6 #5、#18

### ラジオ
- Pokémon Radio Show! ロケット団ひみつ帝国（InterFM、2012年7月1日 - 9月30日）CM担当

### 特撮
- スーパー戦隊シリーズ
  - 獣拳戦隊ゲキレンジャー（2007年、幻獣ユニコーン拳ハクの声）
  - 炎神戦隊ゴーオンジャー（2008年、炎神ジェットラスの声）
  - 炎神戦隊ゴーオンジャー BUNBUN!BANBAN!劇場BANG!!（2008年、炎神ジェットラスの声）
  - 炎神戦隊ゴーオンジャー BONBON!BONBON!ネットでBONG!!（2008年、炎神ジェットラスの声）
  - 炎神戦隊ゴーオンジャーVSゲキレンジャー（2009年、炎神ジェットラスの声）
  - 侍戦隊シンケンジャーVSゴーオンジャー 銀幕BANG!!（2010年、炎神ジェットラスの声）
  - 炎神戦隊ゴーオンジャー 10 YEARS GRANDPRIX（2018年、炎神ジェットラスの声[23]）

### テレビ番組
※はインターネット配信。
- みいつけた!（2009年3月30日 - 、NHK教育テレビ→NHK Eテレ）チョコン、ミクさん、ベンじいさん、モミヤン 役
- アニメびぃ〜と（2011年10月14日 - 、バンダイナムコライブTV※）

### ナレーション
- SMAP×SMAP 再現ドラマ（年度不明）